# Pieve d’Alpago
Pieve d’Alpago település Olaszországban, Veneto régióban, Belluno megyében.  Pieve d’Alpago Chies d’Alpago, Claut, Ponte nelle Alpi, Puos d’Alpago, Soverzene és Erto e Casso községekkel határos.

## Népesség
A település lakossága az elmúlt években az alábbi módon változott: